# Boigneberg
De Boigneberg [uitspraak: 'bɔnjəbɛrx ; 'bonjeberg] is een helling en straat in de Belgische gemeente Maarkedal. In 1978 was het een smalle kasseiweg in slechte staat, nu is de Boigneberg een smalle betonweg (sinds 1979). De straat loopt van de N8 in het noorden naar het dal van de Maarkebeek in het zuiden. Net ten westen ligt de Kapelleberg en wat verder de Eikenberg, net ten oosten de Varent en Berg ten Stene.

## Wielrennen
De helling wordt soms beklommen in wielerwedstrijden. In de wielerklassieker Ronde van Vlaanderen werd de Boigneberg in 1978 voor het eerst in het parcours opgenomen. Daarna liet men de relatief milde helling links liggen tot in 2003. In totaal werd de Boigneberg zeven maal (1978, 2002-2007) beklommen.
In 1978 in de Ronde werd de helling voorafgegaan door de Volkegemberg, naderhand volgde de Muur van Geraardsbergen. In de edities sinds 2003 is de helling altijd gesitueerd tussen de Eikenberg (in 2003 wegens werkzaamheden vervangen door de Ladeuze) en Het Foreest. Na de Eikenberg volgt overigens nog de niet in het wedstrijdboek vermelde Kapelleberg alvorens men afdaalt naar de voet van de Boigneberg. In de editie van 2007 laat men Het Foreest en de Steenberg links liggen en gaat het direct na de Boigneberg via de Haaghoek naar de Leberg.
De Boigneberg wordt ook vaker beklommen in de E3-Prijs.

## Afbeeldingen

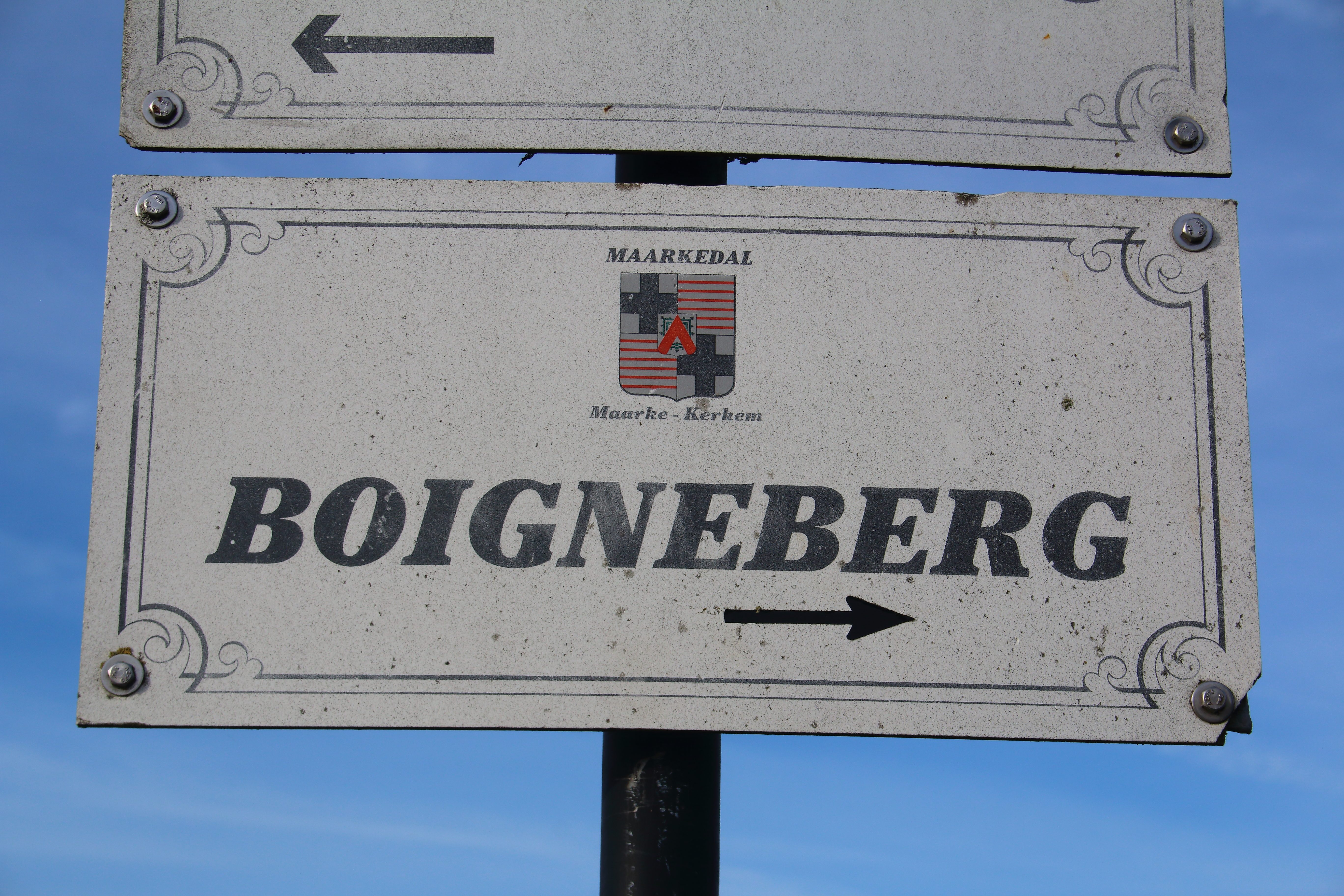
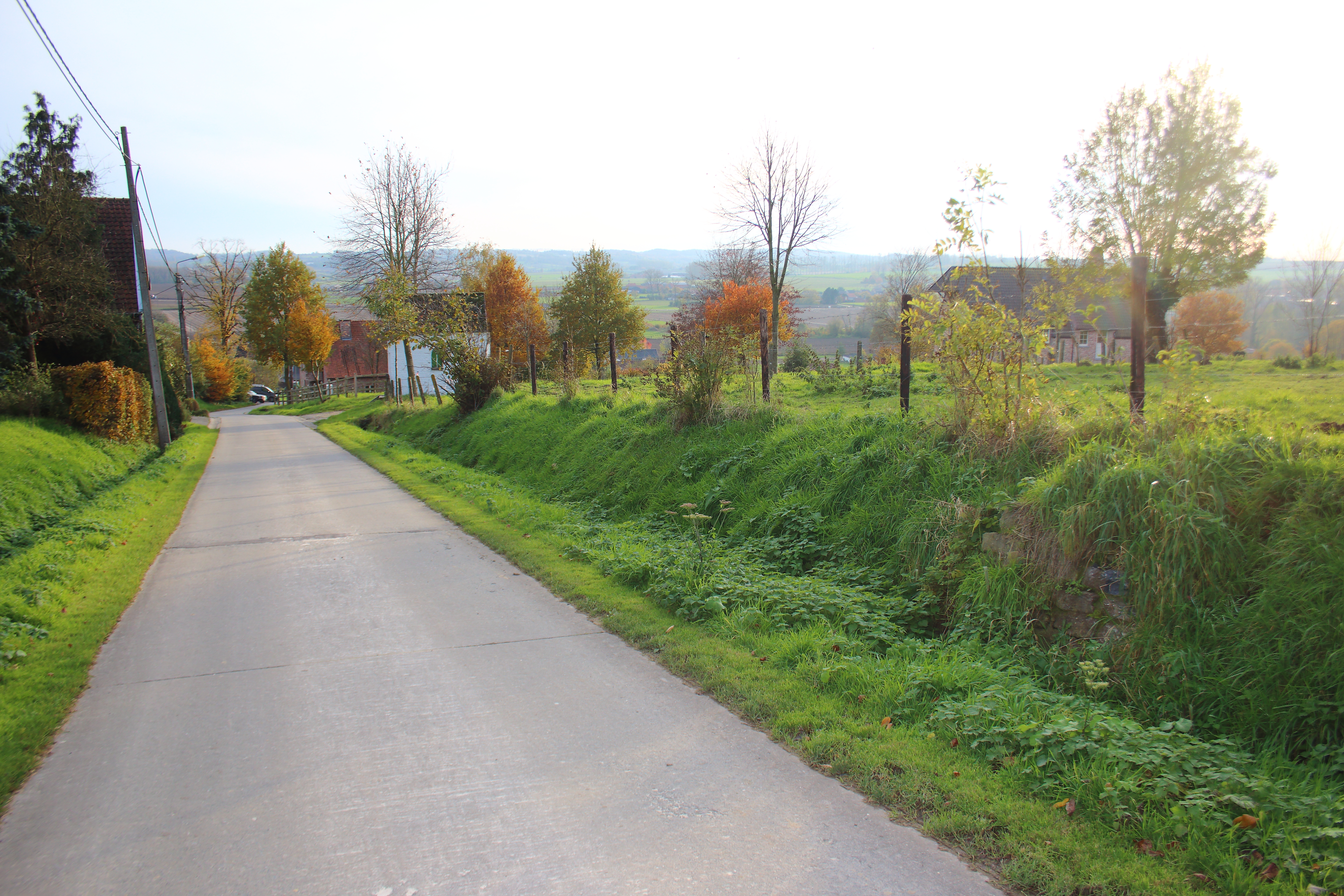